# Tessan Berglund
Tessan Berglund (1991) è un'ex sciatrice alpina svedese.

## Biografia
Attiva in gare FIS dal dicembre del 2006, in Coppa Europa la Berglund esordì il 24 novembre 2007 a Levi in slalom gigante (58ª) e ottenne il miglior piazzamento il 14 febbraio 2011 all'Abetone nella medesima specialità (45ª). Abbandonò le competizioni di alto livello al termine di quella stessa stagione 2010-2011 e la sua ultima gara in Coppa Europa fu lo slalom speciale di Jasná del 2 marzo, non completato dalla Berglund; da allora continuò a prendere parte a competizioni minori (campionati nazionali, gare FIS) fino al definitivo ritiro avvenuto in occasione dello slalom speciale FIS disputato a Järvsö il 9 febbraio 2014, chiuso dalla Berglund al 7º posto. In carriera non debuttò in Coppa del Mondo né prese parte a rassegne olimpiche o iridate.

## Palmarès

### Campionati svedesi
- 2 medaglie:
  - 2 bronzi (discesa libera nel 2008; discesa libera nel 2009)